# Japon aux Jeux olympiques d'été de 2000
Le Japon participe aux Jeux olympiques d'été de 2000 à Sydney en Australie. 266 athlètes japonais, 156 hommes et 110 femmes, ont participé à 156 compétitions dans 28 sports. Ils y ont obtenu dix-huit médailles : cinq d'or, huit d'argent et cinq de bronze.

## Nombre d'athlètes qualifiés par sport
Voici la liste des qualifiés et sélectionnés japonais par sport (remplaçants compris) :
| Sport       | Hommes | Femmes | Total |
| ----------- | ------ | ------ | ----- |
| Athlétisme  | 25     | 12     | 37    |
| Aviron      | 6      | 2      | 8     |
| Badminton   | 2      | 7      | 9     |
| Baseball    | 15     | 0      | 15    |
| Boxe        | 2      | 0      | 2     |
| Canoë-kayak | 1      | 1      | 2     |
| Cyclisme    | 7      | 3      | 10    |
| Équitation  | 5      | 0      | 5     |

## Médailles
| Médaille | Discipline            | Épreuve                                           | Athlète | Performance | Date |
| -------- | --------------------- | ------------------------------------------------- | --- | ----------- | ---- |
| Or       | Judo                  | Moins de 48 kg femmes                             | Ryoko Tamura |             |      |
| Or       | Judo                  | Moins de 60 kg hommes                             | Tadahiro Nomura |             |      |
| Or       | Judo                  | Moins de 81 kg hommes                             | Makoto Takimoto |             |      |
| Or       | Judo                  | Moins de 100 kg hommes                            | Kosei Inoue |             |      |
| Or       | Athlétisme            | Marathon femmes                                   | Naoko Takahashi |             |      |
| Argent   | Judo                  | Moins de 52 kg femmes                             | Noriko Narazaki |             |      |
| Argent   | Judo                  | Plus de 100 kg hommes                             | Shinichi Shinohara |             |      |
| Argent   | Natation              | 100 m dos femmes                                  | Mai Nakamura |             |      |
| Argent   | Natation              | 400 m 4 nages femmes                              | Yasuko Tajima |             |      |
| Argent   | Lutte                 | Lutte gréco-romaine hommes - Léger Moins de 69 kg | Katsuhiko Nagata |             |      |
| Argent   | Softball              |                                                   | Misako Ando Yumiko Fujii Taeko Ishikawa Kazue Ito Yoshimi Kobayashi Shiori Koseki Mariko Masubuchi Naomi Matsumoto Emi Naito Haruka Saito Juri Takayama Hiroko Tamoto Reika Utsugi Miyo Yamada Noriko Yamaji |             |      |
| Argent   | Natation synchronisée | Duo                                               | Miya Tachibana Miho Takeda |             |      |
| Argent   | Natation synchronisée | Ballet                                            | Ayano Egami Raika Fujii Yoko Isoda Rei Jimbo Miya Tachibana Miho Takeda Yoko Yoneda Yuko Yoneda Juri Tatsumi                                                                                                 |             |      |
| Bronze   | Judo                  | Plus de 78 kg femmes                              | Mayumi Yamashita |             |      |
| Bronze   | Judo                  | Moins de 57 kg femmes                             | Kie Kusakabe |             |      |
| Bronze   | Natation              | 200 m dos femmes                                  | Miki Nakao |             |      |
| Bronze   | Natation              | 4 × 100 m 4 nages                                 | Masami Tanaka Sumika Minamoto Mai Nakamura Junko Onishi |             |      |
| Bronze   | Taekwondo             | Moins de 67 kg                                    | Yoriko Okamoto |             |      |

## Athlétisme

### Hommes
| Athlète                                                                    | Épreuve              | Séries         | Séries      | Quarts de finale | Quarts de finale | Demi-finales  | Demi-finales | Finale          | Finale  |
| Athlète                                                                    | Épreuve              | Temps          | Rang        | Temps            | Rang             | Temps         | Rang         | Temps           | Rang    |
| -------------------------------------------------------------------------- | -------------------- | -------------- | ----------- | ---------------- | ---------------- | ------------- | ------------ | --------------- | ------- |
| Kōji Itō                                                                   | 100 m                | 10 s 45        | 3e          | 10 s 25          | 3e               | 10 s 39       | 7e           | Eliminé         | Eliminé |
| Shingo Kawabata                                                            | 100 m                | 10 s 39        | 3e          | 10 s 60          | 8e               | Eliminé       | Eliminé      | Eliminé         | Eliminé |
| Shigeyuki Kojima                                                           | 100 m                | 10 s 59        | 6e          | Eliminé          | Eliminé          | Eliminé       | Eliminé      | Eliminé         | Eliminé |
| Kōji Itō                                                                   | 200 m                | 20 s 75        | 2e          | 20 s 56          | 4e               | 20 s 67       | 7e           | Eliminé         | Eliminé |
| Shingo Suetsugu                                                            | 200 m                | 20 s 60        | 2e          | 20 s 37          | 4e               | 20 s 69       | 8e           | Eliminé         | Eliminé |
| Jun Osakada                                                                | 400 m                | 45 s 88        | 4e          | 46 s 15          | 7e               | Eliminé       | Eliminé      | Eliminé         | Eliminé |
| Takahiko Yamamura                                                          | 400 m                | 46 s 25        | 5e          | Eliminé          | Eliminé          | Eliminé       | Eliminé      | Eliminé         | Eliminé |
| Kenji Tabata                                                               | 400 m                | 46 s 59        | 6e          | Eliminé          | Eliminé          | Eliminé       | Eliminé      | Eliminé         | Eliminé |
| Toshinari Takaoka                                                          | 5 000 m              | 13 min 29 s 99 | 5e          | Non disputé      | Non disputé      | Non disputé   | Non disputé  | 13 min 46 s 90  | 15e     |
| Katsuhiko Hanada                                                           | 5 000 m              | 13 min 41 s 31 | 10e         | Eliminé          | Eliminé          | Eliminé       | Eliminé      | Eliminé         | Eliminé |
| Toshinari Takaoka                                                          | 10 000 m             | 27 min 59 s 95 | 5e          | Non disputé      | Non disputé      | Non disputé   | Non disputé  | 27 min 40 s 44  | 7e      |
| Katsuhiko Hanada                                                           | 10 000 m             | 27 min 45 s 13 | 3e          | Non disputé      | Non disputé      | Non disputé   | Non disputé  | 28 min 08 s 11  | 15e     |
| Shinji Kawashima                                                           | Marathon             | Non disputé    | Non disputé | Non disputé      | Non disputé      | Non disputé   | Non disputé  | 2 h 17 min 21 s | 21e     |
| Nobuyuki Satō                                                              | Marathon             | Non disputé    | Non disputé | Non disputé      | Non disputé      | Non disputé   | Non disputé  | 2 h 20 min 52 s | 41e     |
| Takayuki Inubushi                                                          | Marathon             | Non disputé    | Non disputé | Non disputé      | Non disputé      | Non disputé   | Non disputé  | DNF             | /       |
| Satoru Tanigawa                                                            | 110 mètres haies     | 13 s 74        | 5e          | 13 s 94          | 7e               | Eliminé       | Eliminé      | Eliminé         | Eliminé |
| Hideaki Kawamura                                                           | 400 mètres haies     | 50 s 68        | 4e          | Eliminé          | Eliminé          | Eliminé       | Eliminé      | Eliminé         | Eliminé |
| Kazuhiko Yamazaki                                                          | 400 mètres haies     | 50 s 15        | 7e          | Eliminé          | Eliminé          | Eliminé       | Eliminé      | Eliminé         | Eliminé |
| Dai Tamesue                                                                | 400 mètres haies     | 1 min 01 s 81  | 8e          | Eliminé          | Eliminé          | Eliminé       | Eliminé      | Eliminé         | Eliminé |
| Shigeyuki Kojima Kōji Itō Shingo Suetsugu Nobuharu Asahara Shingo Kawabata | Relais 4 × 100 m     | 38 s 52        | 2e          | Non disputé      | Non disputé      | 38 s 31       | 3e           | 38 s 66         | 6e      |
| Shunji Karube Jun Osakada Kenji Tabata Takahiko Yamamura                   | Relais 4 × 400 m     | 3 min 05 s 21  | 1er         | Non disputé      | Non disputé      | 3 min 13 s 63 | 8e           | Eliminé         | Eliminé |
| Satoshi Yanagisawa                                                         | 20 kilomètres marche | Non disputé    | Non disputé | Non disputé      | Non disputé      | Non disputé   | Non disputé  | 1 h 25 min 03 s | 22e     |
| Daisuke Ikeshima                                                           | 20 kilomètres marche | Non disputé    | Non disputé | Non disputé      | Non disputé      | Non disputé   | Non disputé  | 1 h 25 min 34 s | 27e     |
| Fumio Imamura                                                              | 50 kilomètres marche | Non disputé    | Non disputé | Non disputé      | Non disputé      | Non disputé   | Non disputé  | 4 h 13 min 28 s | 36e     |
| Daisuke Ikeshima                                                           | 50 kilomètres marche | Non disputé    | Non disputé | Non disputé      | Non disputé      | Non disputé   | Non disputé  | DSQ             | /       |

| Athlète              | Épreuve           | Qualification | Qualification | Finale      | Finale  |
| Athlète              | Épreuve           | Performance   | Rang          | Performance | Rang    |
| -------------------- | ----------------- | ------------- | ------------- | ----------- | ------- |
| Takahisa Yoshida     | Saut en hauteur   | 2,15 m        | 27e           | Eliminé     | Eliminé |
| Manabu Yokoyama      | Saut à la perche  | 5,55 m        | 25e           | Eliminé     | Eliminé |
| Masaki Morinaga      | Saut en longueur  | 7,84 m        | 23e           | Eliminé     | Eliminé |
| Daisuke Watanabe     | Saut en longueur  | NM            | /             | Eliminé     | Eliminé |
| Takanori Sugibayashi | Triple saut       | 16,67 m       | 16e           | Eliminé     | Eliminé |
| Yoshiko Ichikawa     | Lancer du marteau | 78,49 m       | 3e            | 76,60 m     | 9e      |

### Femmes
| Athlète          | Épreuve          | Séries         | Séries      | Quarts de finale | Quarts de finale | Demi-finales | Demi-finales | Finale          | Finale        |
| Athlète          | Épreuve          | Temps          | Rang        | Temps            | Rang             | Temps        | Rang         | Temps           | Rang          |
| ---------------- | ---------------- | -------------- | ----------- | ---------------- | ---------------- | ------------ | ------------ | --------------- | ------------- |
| Yoshiko Ichikawa | 5 000 m          | 15 min 23 s 41 | 7e          | Eliminé          | Eliminé          | Eliminé      | Eliminé      | Eliminé         | Eliminé       |
| Megumi Tanaka    | 5 000 m          | 15 min 39 s 83 | 9e          | Eliminé          | Eliminé          | Eliminé      | Eliminé      | Eliminé         | Eliminé       |
| Michiko Shimizu  | 5 000 m          | 15 min 48 s 20 | 10e         | Eliminé          | Eliminé          | Eliminé      | Eliminé      | Eliminé         | Eliminé       |
| Yuko Kawakami    | 10 000 m         | 32 min 36 s 60 | 8e          | Non disputé      | Non disputé      | Non disputé  | Non disputé  | 31 min 27 s 44  | 10e           |
| Chiemi Takahashi | 10 000 m         | 32 min 34 s 70 | 5e          | Non disputé      | Non disputé      | Non disputé  | Non disputé  | 31 min 52 s 59  | 15e           |
| Harumi Hiroyama  | 10 000 m         | 32 min 07 s 68 | 5e          | Non disputé      | Non disputé      | Non disputé  | Non disputé  | 32 min 24 s 17  | 20e           |
| Naoko Takahashi  | Marathon         | Non disputé    | Non disputé | Non disputé      | Non disputé      | Non disputé  | Non disputé  | 2 h 23 min 14 s | Médaille d'or |
| Eri Yamaguchi    | Marathon         | Non disputé    | Non disputé | Non disputé      | Non disputé      | Non disputé  | Non disputé  | 2 h 27 min 03 s | 7e            |
| Ari Ichihashi    | Marathon         | Non disputé    | Non disputé | Non disputé      | Non disputé      | Non disputé  | Non disputé  | 2 h 30 min 34 s | 15e           |
| Yvonne Kanazawa  | 100 mètres haies | 13 s 13        | 5e          | 13 s 11          | 6e               | 13 s 16      | 8e           | Eliminé         | Eliminé       |

| Athlète   | Épreuve         | Qualification | Qualification | Finale      | Finale  |
| Athlète   | Épreuve         | Performance   | Rang          | Performance | Rang    |
| --------- | --------------- | ------------- | ------------- | ----------- | ------- |
| Yōko Ōta  | Saut en hauteur | 1,94 m        | 12e           | 1,90 m      | 11e     |
| Miki Imai | Saut en hauteur | 1,92 m        | 16e           | Eliminé     | Eliminé |

## Aviron

### Hommes
| Athlète(s)                                              | Compétition                      | Série         | Série | Repêchage     | Repêchage | Demi-finale   | Demi-finale | Finale                 | Finale  |
| Athlète(s)                                              | Compétition                      | Temps         | Rang  | Temps         | Rang      | Temps         | Rang        | Temps                  | Rang    |
| ------------------------------------------------------- | -------------------------------- | ------------- | ----- | ------------- | --------- | ------------- | ----------- | ---------------------- | ------- |
| Hitoshi Hase Daisaku Takeda                             | Deux de couple poids légers      | 6 min 27 s 00 | 2e    | 6 min 33 s 81 | 1er       | 6 min 23 s 37 | 3e          | Finale A 6 min 29 s 74 | 6e      |
| Kaisuke Murai Atsushi Obata Hiroya Sato Yasunori Tanabe | Quatre sans barreur poids légers | 6 min 22 s 31 | 5e    | 6 min 18 s 56 | 5e        | Eliminé       | Eliminé     | Eliminé                | Eliminé |

### Femmes
| Athlète(s)                  | Compétition                 | Série         | Série | Repêchage     | Repêchage | Demi-finale | Demi-finale | Finale                 | Finale |
| Athlète(s)                  | Compétition                 | Temps         | Rang  | Temps         | Rang      | Temps       | Rang        | Temps                  | Rang   |
| --------------------------- | --------------------------- | ------------- | ----- | ------------- | --------- | ----------- | ----------- | ---------------------- | ------ |
| Ayako Yoshida Akiko Iwamoto | Deux de couple poids légers | 7 min 27 s 12 | 4e    | 7 min 23 s 36 | 5e        | Non disputé | Non disputé | Finale C 7 min 15 s 01 | 2e     |

## Badminton

### Hommes
| Athlète         | Compétition   | 1/32 de finale   | 1/16 de finale      | 1/8 de finale    | Quarts de finale | Demi-finales     | Finale           | Finale 3eplace   | Rang    |
| Athlète         | Compétition   | Adversaire Score | Adversaire Score    | Adversaire Score | Adversaire Score | Adversaire Score | Adversaire Score | Adversaire Score | Rang    |
| --------------- | ------------- | ---------------- | ------------------- | ---------------- | ---------------- | ---------------- | ---------------- | ---------------- | ------- |
| Keita Masuda    | Simple hommes | Non disputé      | Défaite Jun 1-2     | Eliminé          | Eliminé          | Eliminé          | Eliminé          | Eliminé          | Eliminé |
| Hidetaka Yamada | Simple hommes | Non disputé      | Défaite Hidayat 1-2 | Eliminé          | Eliminé          | Eliminé          | Eliminé          | Eliminé          | Eliminé |

### Femmes
| Athlète                      | Compétition  | 1/32 de finale       | 1/16 de finale         | 1/8 de finale     | Quarts de finale    | Demi-finales     | Finale           | Finale 3eplace   | Rang    |
| Athlète                      | Compétition  | Adversaire Score     | Adversaire Score       | Adversaire Score  | Adversaire Score    | Adversaire Score | Adversaire Score | Adversaire Score | Rang    |
| ---------------------------- | ------------ | -------------------- | ---------------------- | ----------------- | ------------------- | ---------------- | ---------------- | ---------------- | ------- |
| Takako Ida                   | Simple dames | Non disputé          | Défaite Sorensen 0-2   | Eliminé           | Eliminé             | Eliminé          | Eliminé          | Eliminé          | Eliminé |
| Kanako Yonekura              | Simple dames | Victoire Vattier 2-0 | Victoire Yonekura 2-0  | Défaite Yun 0-2   | Eliminé             | Eliminé          | Eliminé          | Eliminé          | Eliminé |
| Yasuko Mizui                 | Simple dames | Non disputé          | Victoire Yakusheva 2-0 | Victoire Mann 2-0 | Défaite Zhichao 0-2 | Eliminé          | Eliminé          | Eliminé          | Eliminé |
| Hiroko Nagamine Satomi Igawa | Double dames | Non disputé          | Défaite Russie 0-2     | Eliminé           | Eliminé             | Eliminé          | Eliminé          | Eliminé          | Eliminé |
| Haruko Matsuda Yoshiko Iwata | Double dames | Non disputé          | Victoire Maurice 2-0   | Défaite Chine 0-2 | Eliminé             | Eliminé          | Eliminé          | Eliminé          | Eliminé |

## Baseball
- So taguchi
- Tomohiro Iizuka
- Yoshinori Okihara
- Nobuhiko Matsunaka
- Norihiro Akahoshi
- Norihiro Nakamura
- Osamu Nogami
- Yukio Tanaka
- Shinnosuke Abe
- Yoshihiko Kajiyama
- Jun Hirose
- Jun Heima
- Fumihiro Suzuki
- Daisuke Matsuzaka
- Toshiya Sugiuchi
- Coach : Kozo Ohtagaki

| Épreuve  | Phase de groupes       | Phase de groupes      | Phase de groupes       | Phase de groupes    | Phase de groupes            | Phase de groupes         | Phase de groupes    | Demi-finale         | Finale / MB         | Rang    |
| Épreuve  | Adversaire Résultat    | Adversaire Résultat   | Adversaire Résultat    | Adversaire Résultat | Adversaire Résultat         | Adversaire Résultat      | Adversaire Résultat | Adversaire Résultat | Adversaire Résultat | Rang    |
| -------- | ---------------------- | --------------------- | ---------------------- | ------------------- | --------------------------- | ------------------------ | ------------------- | ------------------- | ------------------- | ------- |
| Baseball | Défaite États-Unis 0-0 | Victoire Pays-Bas 1-0 | Victoire Australie 1-0 | Défaite Italie 0-1  | Victoire Afrique du Sud 3-0 | Défaite Corée du Sud 2-4 | Défaite Cuba 0-0    | Défaite Cuba 0-0    | Eliminé             | Eliminé |

## Boxe

### Hommes
| Athlète            | Catégorie    | 16e de finale        | 8e de finale        | Quart de finale     | Demi-finale         | Finale              |
| Athlète            | Catégorie    | Adversaire Résultat  | Adversaire Résultat | Adversaire Résultat | Adversaire Résultat | Adversaire Résultat |
| ------------------ | ------------ | -------------------- | ------------------- | ------------------- | ------------------- | ------------------- |
| Kazumasa Tsujimoto | Poids coqs   | Victoire Maroc 12-12 | Défaite Cuba 0-15   | Eliminé             | Eliminé             | Eliminé             |
| Hidehiko Tsukamoto | Poids plumes | Défaite Cuba 2-17    | Eliminé             | Eliminé             | Eliminé             | Eliminé             |

## Canoe-Kayak

### Slalom

#### Hommes
| Athlète   | Compétition | Éliminatoires | Éliminatoires | Finale  | Finale  |
| Athlète   | Compétition | Temps         | Rang          | Temps   | Rang    |
| --------- | ----------- | ------------- | ------------- | ------- | ------- |
| Taro Ando | K1          | 442.64        | 23e           | Eliminé | Eliminé |

### Course en ligne

#### Femmes
| Athlète         | Compétition | Éliminatoires  | Éliminatoires | Demi-finales | Demi-finales | Finale A | Finale A |
| Athlète         | Compétition | Temps          | Rang          | Temps        | Rang         | Temps    | Rang     |
| --------------- | ----------- | -------------- | ------------- | ------------ | ------------ | -------- | -------- |
| Sayuri Maruyama | K1 500m     | 2 min 00 s 833 | 8e            | Eliminé      | Eliminé      | Eliminé  | Eliminé  |

## Cyclisme

### Route

#### Hommes
| Athlète       | Compétition     | Temps | Rang |
| ------------- | --------------- | ----- | ---- |
| Yoshiyuki Abe | Course en ligne | DNF   | /    |

#### Femmes
| Athlète  | Compétition     | Temps           | Rang |
| -------- | --------------- | --------------- | ---- |
| Miho Oki | Course en ligne | 3 h 12 min 40 s | 41e  |

### Piste

#### Hommes
| Athlète            | Compétition          | Qualification | Seizièmes de finale      | Repêchages               | Huitièmes de finale      | Repêchages               | Quarts de finale         | Match de classement | Demi-finales             | Match pour le bronze     | Match pour le bronze | Finale                   | Finale  |
| Athlète            | Compétition          | Temps Vitesse | Adversaire Temps Vitesse | Adversaire Temps Vitesse | Adversaire Temps Vitesse | Adversaire Temps Vitesse | Adversaire Temps Vitesse | Rang                | Adversaire Temps Vitesse | Adversaire Temps Vitesse | Rang                 | Adversaire Temps Vitesse | Rang    |
| ------------------ | -------------------- | ------------- | ------------------------ | ------------------------ | ------------------------ | ------------------------ | ------------------------ | ------------------- | ------------------------ | ------------------------ | -------------------- | ------------------------ | ------- |
| Tomohiro Nagatsuka | Vitesse individuelle | 10 s 595      | Défaite Tchéquie         | Défaite États-Unis       | Eliminé                  | Eliminé                  | Eliminé                  | Eliminé             | Eliminé                  | Eliminé                  | Eliminé              | Eliminé                  | Eliminé |
| Shinichi Ota       | Vitesse individuelle | 10 s 603      | Défaite Lettonie         | Défaite Royaume-Uni      | Eliminé                  | Eliminé                  | Eliminé                  | Eliminé             | Eliminé                  | Eliminé                  | Eliminé              | Eliminé                  | Eliminé |

| Athlète          | Compétition                | Temps          | Rang |
| ---------------- | -------------------------- | -------------- | ---- |
| Narihiro Inamuar | Contre-la-montre sur piste | 1 min 05 s 085 | 9e   |

| Athlète           | Compétition | 1er round | Repêchage | Demi-Finales | Finale  |
| Athlète           | Compétition | Rang      | Rang      | Rang         | Rang    |
| ----------------- | ----------- | --------- | --------- | ------------ | ------- |
| Yūichirō Kamiyama | Keirin      | 6e        | DSQ       | Eliminé      | Eliminé |
| Shinichi Ota      | Keirin      | 3e        | 2e        | 6e           | Eliminé |

| Athlète                                               | Compétition         | Qualification        | Qualification | Demi-finale                     | Finale                          | Finale  |
| Athlète                                               | Compétition         | Temps Vitesse (km/h) | Rang          | Adversaire Temps Vitesse (km/h) | Adversaire Temps Vitesse (km/h) | Rang    |
| ----------------------------------------------------- | ------------------- | -------------------- | ------------- | ------------------------------- | ------------------------------- | ------- |
| Narihiro Inamura Yūichirō Kamiyama Tomohiro Nagatsuka | Vitesse par équipes | 45 s 406             | 5e            | 45 s 264                        | Eliminé                         | Eliminé |

| Athlète       | Compétition       | Points | Rang |
| ------------- | ----------------- | ------ | ---- |
| Makoto Iijima | Course aux points | 6      | 16e  |

#### Femmes
| Athlète        | Compétition       | Points | Rang |
| -------------- | ----------------- | ------ | ---- |
| Akemi Morimoto | Course aux points | 0      | 16e  |

### BMX

#### Hommes
| Athlète      | Compétition   | Temps    | Rang |
| ------------ | ------------- | -------- | ---- |
| Raita Suzuki | Cross-country | + 1 Tour | 34e  |

#### Femmes
| Athlète      | Compétition   | Temps              | Rang |
| ------------ | ------------- | ------------------ | ---- |
| Hiroko Nambu | Cross-country | 2 h 06 min 05 s 78 | 26e  |

## Equitation
| Athlète                                                    | Compétition                  | Pénalités | Rang |
| ---------------------------------------------------------- | ---------------------------- | --------- | ---- |
| Daisuke Kato                                               | Concours complet             | DNF       | /    |
| Takeaki Tsuchiya Daisuke Kato Masaru Fuse Shigeyuki Hosono | Concours complet par équipes | AC        | /    |

| Athlète      | Compétition      | Éliminatoires | Éliminatoires | Finale  | Finale  |
| Athlète      | Compétition      | Points        | Rang          | Points  | Rang    |
| ------------ | ---------------- | ------------- | ------------- | ------- | ------- |
| Ryuma Hirota | Saut d'obstacles | 82.25         | 66e           | Eliminé | Eliminé |